# Vadstena
Vadstena ist eine Ortschaft (tätort) in der schwedischen Provinz Östergötlands län und der historischen Provinz Östergötland. Der Ort am Vättern ist Hauptort der gleichnamigen Gemeinde.

## Geschichte

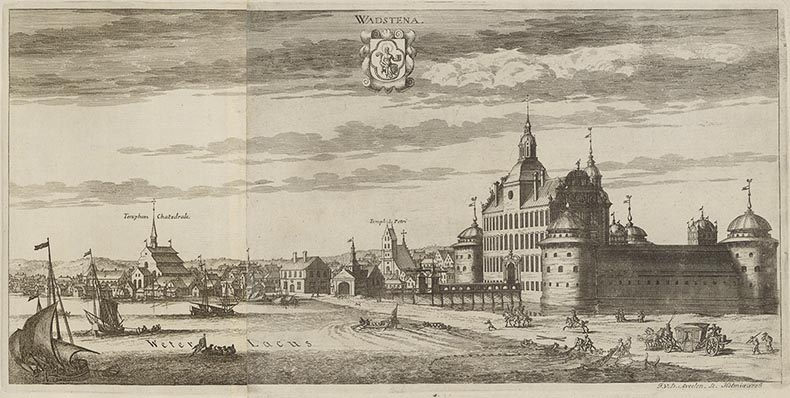
Vadstena um 1700,
aus Suecia antiqua et hodierna

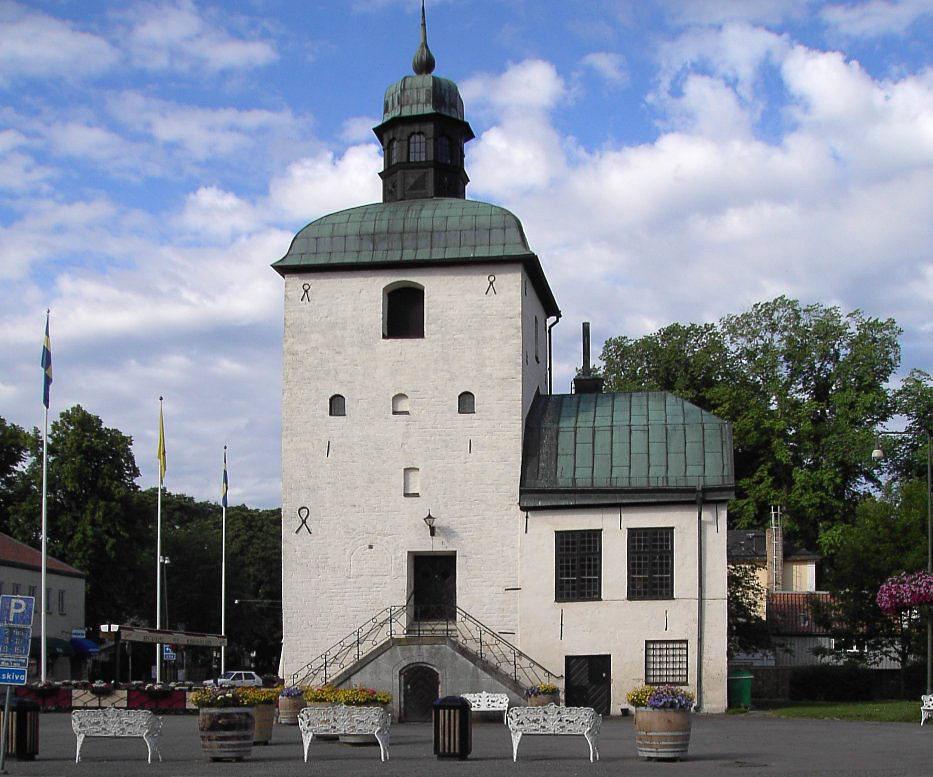
Schwedens ältestes Rathaus

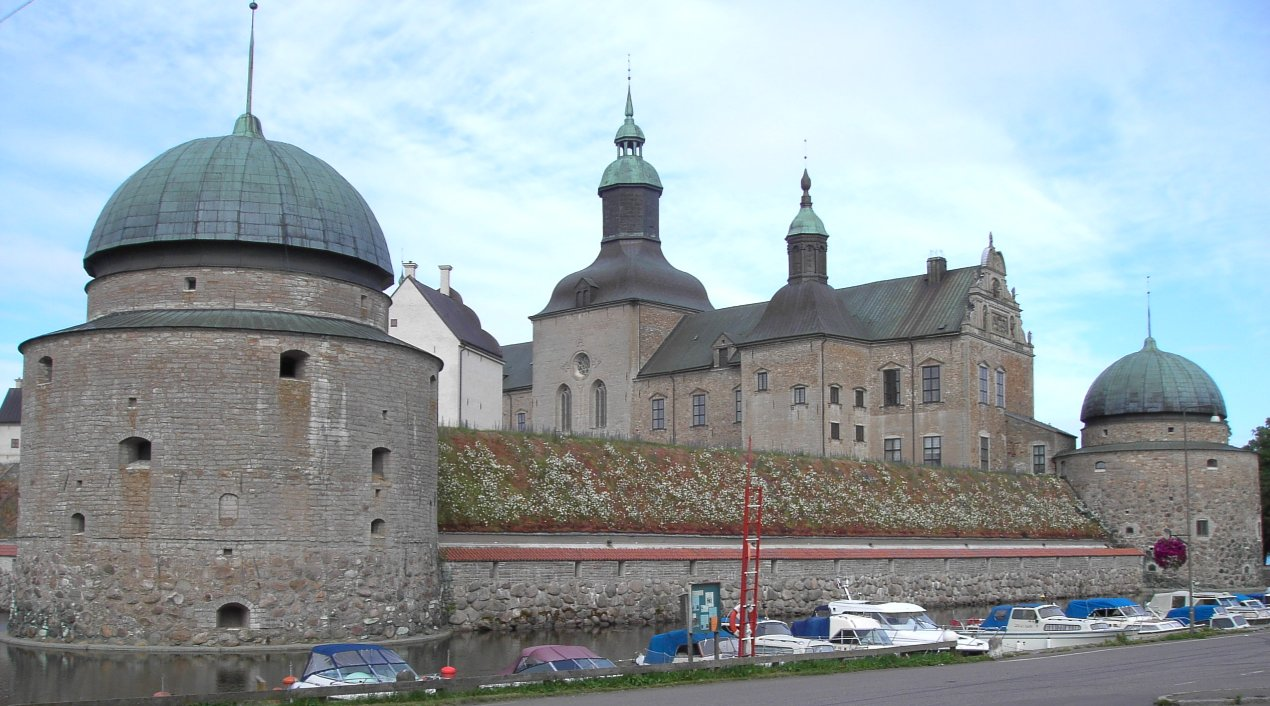
Schloss Vadstena

Vadstena entstand im Zusammenhang mit der Gründung des Birgittinenklosters im 14. Jahrhundert und bekam im Jahr 1400 von Königin Margareta das Stadtrecht. Das Kloster, das sich im folgenden Jahrhundert zum geistlichen Zentrum und aufgrund von Schenkungen zum größten Grundbesitzer Schwedens entwickelte, förderte die Entwicklung der Stadt. Darüber hinaus wurde Vadstena zu einem wichtigen politischen Treffpunkt. Nach der Reformation nahm die Bedeutung des Klosters, das schließlich 1595 geschlossen wurde, ab, aber gleichzeitig wurde in Vadstena eine der Reichsburgen Gustav Wasas errichtet. Vadstena war danach Residenzstadt des Wasa-Sohnes Herzog Magnus, doch nach seinem Tod begann das Bevölkerungswachstum der Stadt zu stagnieren: Im ausgehenden 18. Jahrhundert lag die Bevölkerungszahl bei 1.400 Einwohnern.

## Sehenswürdigkeiten
- Das Stadtzentrum, heute eine Fußgängerzone, folgt in seinem Grundriss der mittelalterlichen Anlage. Aus dem Mittelalter sind noch etwa zwanzig Gebäude erhalten, darunter das älteste Rathaus Schwedens, erbaut im 15. Jahrhundert.
- Dominiert wird die Stadt von den Resten des Klosters Vadstena mit der Klosterkirche (Vadstena klosterkyrka) nördlich der Altstadt und der Wasaburg Schloss Vadstena (Vadstena slott) westlich der Altstadt.
- Beim nahen Nässja liegt ein großes Gräberfeld.

## Wirtschaft
Vadstena ist heute vor allem Dienstleistungszentrum. Der Fremdenverkehr spielt eine wichtige Rolle für die Wirtschaft der Stadt.

## Partnerschaft
Seit einigen Jahren besteht eine Gemeindefreundschaft mit der bayerischen Marktgemeinde Altomünster mit ihrem Birgittenkloster.

## In Vadstena geboren
- Gustaf Bengtsson (1886–1965), Komponist
- Yngve Zotterman (1898–1982), Neurophysiologe
- Örjan Martinsson (1936–1997), Fußballspieler und Trainer
- Stina Blackstenius (* 1996), Fußballspielerin
- Nina Koppang (* 2002), Handballspielerin